# NGC 3658
NGC 3658 este o galaxie lenticulară situată în constelația Ursa Mare. A fost descoperită în 23 martie 1789 de către William Herschel. Se află la o distanță de 32,7 de megaparseci de Pământ.